# جروم هلمن
جروم هلمن (انگلیسی: Jerome Hellman؛ (زادهٔ ۴ سپتامبر ۱۹۲۸ – درگذشتهٔ ٢۶ مهٔ ٢٠٢١) کارگردان و تهیه‌کننده فیلم اهل ایالات متحده آمریکا بود. وی از سال ۱۹۶۴ میلادی تا زمان مرگ مشغول فعالیت بود. او در سال ١٩۶٩ برای فیلم کابوی نیمه‌شب نامزد و برنده جایزه اسکار بهترین فیلم شد. هلمن در ٢۶ می ٢٠٢١ بر اثر کهولت سن درگذشت. 

## فیلمشناسی
- (The World of Henry Orient (1964
- (A Fine Madness (1966
- کابوی نیمه‌شب (۱۹۶۹)
- روز اقاقیا (۱۹۷۵)
- بازگشت به وطن (۱۹۷۸)
- (Promises in the Dark (1979
- ساحل پشه (۱۹۸۶)

## جوایز و نامزدی‌ها
- جایزه اسکار بهترین فیلم (۱۹۷۰)، کابوی نیمه‌شب (۱۹۶۹).
- جایزه اسکار برای بهترین تصویر (۱۹۷۹)، بازگشت به وطن (۱۹۷۸).